# L'Appart
L'Appart est une série télévisée française en 42 épisodes de 25 minutes, créée par Michel Fermaud et diffusée à partir du 3 avril 1988 sur Antenne 2.

## Synopsis
Cette sitcom met en scène le quotidien d'une famille semé d'affrontements mais aussi de moments de bonheur.

## Distribution
- Roger Pierre : Jacques
- Pascale Roberts : Maria
- Hélène Duc : Gwendoline
- Josiane Lévêque : Jacynthe
- Alicia Alonso : Claude
- Frédéric Valade : Éric
- Suzanne Legrand : Zoé
- Annie Jouzier : Dorothy
- Jean-François Dérec : Walter